# Långaspen
Långaspen är en sjö i Ovanåkers kommun i Hälsingland och ingår i Ljusnans huvudavrinningsområde. Sjön är 5 meter djup, har en yta på 0,381 kvadratkilometer och befinner sig 275,1 meter över havet. Sjön avvattnas av vattendraget Nedre Tälningsån (Övre Tälningsån).

## Delavrinningsområde
Långaspen ingår i det delavrinningsområde (679742-149079) som SMHI kallar för Utloppet av Molnsjön. Medelhöjden är 305 meter över havet och ytan är 24,64 kvadratkilometer. Det finns inga avrinningsområden uppströms utan avrinningsområdet är högsta punkten. Nedre Tälningsån (Övre Tälningsån) som avvattnar avrinningsområdet har biflödesordning 4, vilket innebär att vattnet flödar genom totalt 4 vattendrag innan det når havet efter 121 kilometer. Avrinningsområdet består mestadels av skog (86 procent). Avrinningsområdet har 1,86 kvadratkilometer vattenytor vilket ger det en sjöprocent på 7,5 procent.